# حقوق الإنسان في كينيا
تحظى حقوق الإنسان في كينيا بمجموعة مختلفة ومتنوعة من الآراء على الصعيد الدولي؛ حيث يتم تسليط الضوء بشكل محدد على الحريات السياسية والفقر وأوضاع المثليين حيث تعد العلاقات المثلية جريمة يعاقب عليها القانون. صُنّفت كينيا في عام 2017 بالتصنيف الرابع في مؤشر الحرية في العالم والذي يقيس الحريات المدنية والسياسية، حيث يشير الرقم "1" للدول الأكثر حرية وهكذا تدريجياً حتى الرقم "7" (الأقل حرية).

## تاريخياً

### كينياتا (1964-1978)
لاحقت قوات أمن الدولة المنشقين خلال أول فترة رئاسية لكينيا في فترة ما بعد الاستقلال في عهد الرئيس جومو كينياتا حيث كان يشتبه بتورطهم في العديد من عمليات اغتيال لشخصيات بارزة حيث اشتبه في وفاة عدة شخصيات مثل بيو غاما بينتو وتوم مبويا وجوسيا موانغي كاريوكي والنائب أرغوينغ-كودهيك وزعيم كادو السابق والوزير رونالد نغالا كلهم قتلوا في حوادث سيارات مشبوهة حيث اعتُبروا تهديداً صريحاً للنظام.[بحاجة لمصدر]

### موي (1978-2002)
تلقت إدارة دانيال آراب موي انتقادات دولية باستمرار بسبب سمعتها السيئة في مجال حقوق الإنسان. حيث كانت قوات الأمن في عهد موي تقوم وبشكل منظم باعتقال قادة المعارضة والناشطين المؤيدين للديمقراطية بشكل تعسفي وتقوم باحتجازهم دون محاكمة بالإضافة لإساءة المعاملة في الحجز واستخدام القوة بشكل قد يكون قاتلاً.
قامت الحكومات الداعمة مثل الولايات المتحدة وألمانيا والمملكة المتحدة والنرويج بالإضافة للمانحين الدوليين للمعونات بقطع العلاقات الدبلوماسية وقاموا بتعليق مخصصات المساعدات بشكل دوري انتظاراً لتحسن وضع حقوق الإنسان في البلاد.

#### كيباكي (منذ 2002)
تضاءلت انتهاكات حقوق الإنسان ذات الدوافع السياسية في ظل رئاسة مواي كيباكي منذ عام 2002، ولكن انتهاكات حقوق الإنسان الخطيرة الأخرى ما زالت قائمة حيث قامت قوات الأمن الكينية ولا سيما قوات الشرطة بارتكاب الكثير منها. ينظر إلى تنظيم قوات الشرطة بأنه التنظيم الأكثر فساداً في البلاد، حيث تقوم بالابتزاز وتلقي الرشاوي وتتواطأ في النشاطات الإجرامية كما تتهم باستخدام القوة المفرطة ضد كل من يشتبه بارتكابه لجرائم. كل من يقوم بمثل تلك الانتهاكات من رجال الشرطة يقومون بذلك من دون عقاب ولا حساب وهذا أكثر ما يسبب الاحتجاج على الموضوع. أما بالحديث عن السجون فلا تزال ظروفها مهدِدة للحياة.
وبصرف النظر عن انتهاكات الشرطة ونظام العقوبات، وعلى الرغم من الضغوط الأخيرة على الموظفين القضائيين، إلا أن انتهاكات حقوق الإنسان تحدث أيضاً أثناء تنفيذ الإجراءات القانونية.
لا تزال حرية التعبير وحرية الصحافة تتعرضان للخطر من خلال أشكال مختلفة من مضايقة الصحفيين والناشطين. كما ينتشر العنف والتمييز ضد المرأة وإساءة معاملة الأطفال من خلال إجبارهم على العمل القسري والدعارة والتي تعتبر مشكلة خطيرة. كما أن ظاهرة تشويه الأعضاء التناسلية للإناث ما زالت منتشرة على نطاق واسع على الرغم من التشريع الذي أصدر في 2001 ضد القيام به للفتيات دون سن 16 سنة. وتعتبر إساءة معاملة النساء والفتيات، بما في ذلك الزواج المبكر وعادة وراثة الزوجة عاملاً مؤثراً في انتشار فيروس العوز المناعي البشري/الإيدز.
أحرزت كينيا في عام 2003 بعض التقدم عندما أنشأت مؤسسة وطنية متخصصة في مجال حقوق الإنسان ألا وهي اللجنة الوطنية الكينية لحقوق الإنسان (KNCHR) بتفويض دولي لضمان امتثالها للمعايير الدولية لحقوق الإنسان. كما أقر البرلمان قانون الطفل لضمان حماية القصّر وكذلك قانون الإعاقة والذي يحظر التمييز ضد المعوقين.
حظرت الحكومة الكينية في نوفمبر 2005 تجمعات أحزاب المعارضة ورفضت الدعوات من أجل إجراء انتخابات جديدة حيث صرح نائب الرئيس مودي أووري: «تعتبر الحكومة هذه الدعوات للتجمعات غير مناسبة وتمثل تهديداً للأمن القومي وبسبب ذلك لن تسمح الحكومة بالمسيرات المخطط لها ويتم تحذير المواطنين من حضور هذه الاجتماعات.»
في 3 يونيو عام 2007 وبعد يومين من تصريح الرئيس مواي كيباكي بأن أعضاء منظمة «الشعب الواحد» (مونغيكي) يجب ألا يتوقعوا أية رحمة، تم إلقاء القبض على حوالي 300 من أعضاء «منظمة الشعب الواحد» وتم قتل على الأقل 20 عضو منهم. قال جون ميشوكي والذي كان حينها وزير الأمن الداخلي بشكل علني عقب عمليات القتل: «سنطحنهم وننهيهم، حتى أولئك الذين قُبض عليهم خلال عمليات القتل الأخيرة لا يمكنني أن أخبركم أين هم اليوم. ما ستسمعونه فقط هو أن فلان وفلان دفنهم غداً».
أبلغ المجلس الوطني لحقوق الإنسان في التقرير المعروف باسم «صرخة الدماء» الصادر عن المركز الوطني لحقوق الإنسان -تقرير عن أعمال القتل والاختفاء خارج نطاق القانون- والذي نُشر في سبتمبر 2008 عن هذه الأمور في البند «هـ» أو "e" من استنتاجهم الرئيسي) مشيراً إلى أن حالات الاختفاء القسري والقتل خارج نطاق القضاء كانت سياسة متّبعة رسمياً في البلاد.
جذبت ويكيليكس في عام 2008 اهتماماً دولياً واسعاً لتقرير صرخة الدماء، حيث كان أول بند رئيسي «أ» في تقرير اللجنة الوطنية الكينية لحقوق الإنسان هو أن «الأدلة التي جمعتها اللجنة الوطنية الكينية لحقوق الإنسان تبيّن أنماط السلوك المتّبع من قبل الشرطة الكينية والتي قد تشكل جرائم ضد الإنسانية».
اغتيل في 5 مارس 2009 اثنان من محققي حقوق الإنسان والذين كانوا معنيين في التحقيقات الموثقة في التقرير وهم أوسكار كاماو كينغارا وجون بول أولو، واتهمت المنظمات غير الحكومية قوات الأمن باغتيالهم. لاحقًا في عامي 2009 و2010 تعرض شعب سامبورو (مجموعة إثنية تنتشر في شمال وسط كينيا) لانتهاكات حقوق الإنسان صارخة.

## حرية الصحافة

### تحت الحكم البريطاني
زرعت بذور الصحافة ووسائل الإعلام بشكل عام عند استعمار كينيا من قبل المبشرين الإنجليز، حيث كانت الوظيفة الأساسية للمنشورات مثل «مجلة تسجيل الأحداث» و«القائد» و«بريد أوغندا» هي نشر الأخبار البريطانية وخلق شعور بالشرعية للمبشرين الإنجليز. واستمرت هذه الممارسات مع إدخال الراديو في عام 1928، ومع ذلك كانت حقوق الصحافة للكينيين الأصليين محدودة للغاية حيث كانوا يستغلون أي فرصة في الوصول إلى الصحافة من أجل تقديم نداءات لحريتهم من الحكم الاستعماري.

### بعد الاستقلال
أصبحت حرية الصحافة الفردية لمواطني كينيا محدودة إلى حد ما بعد حصولهم على الاستقلال، حيث سيطرت الحكومة الكينية الجديدة على معظم أشكال وسائل الإعلام من أجل نشر رؤيتها للمثل العليا الكينية. ظهرت في ذلك الوقت مع هذا التشديد بعض الصحف المملوكة ملكية خاصة، مثل «صحيفة المعيار»، ولكن جميع الصحف حتى الصحف التي كانت تمتلك ملكية خاصة كانت تابعة للرقابة الحكومية.

### دستور 2010
شمل أحدث دستور للحكومة الكينية ولأول مرة بعض الحقوق الفردية في التعبير والمعلومات. ولكن رغم ذلك بقي هناك نقص في حرية التعبير من جانب واحد للمواطنين الكينيين. من بين أهم حالات الإهمال من الحقوق المذكورة هو الحق في التعبير عن الدعاية للحرب أو التحريض على العنف. كما تزال الحكومة الكينية تحتفظ ببعض السيطرة على انتشار الأفكار المعارضة أثناء الحرب.
يحظر الدستور الحكومة وبالتحديد في مجال الإعلام من التدخل في نشر المعلومات الحقيقية أو منح الحق لأي فرد في الوصول إلى تلك المعلومات. ومع ذلك، تضع الحكومة معاييراً لمحتوى الوسائط وتنظم تنفيذ هذه القواعد.

### حقوق الصحافة في الوقت الحاضر
لم تكن تنوي الحكومة الكينية الالتزام بشدة بهذه التعديلات الجديدة على الدستور. حيث عدل صناع السياسة في كينيا عام 2013 القوانين السابقة للحد من التغطية الإعلامية للهجمات الإرهابية ولمحاولة منع الحديث عن تدهور السلامة في كينيا.
يعمل تعديل قانون الإعلام والاتصال في كينيا على خنق جهود المنشورات التي تطرح وجهات نظر نقدية للحكومة الكينية. وعلى الرغم من بذل بعض الجهود الحكومية لتعزيز الحرية الصحفية للمواطنين الكينيين، مثل مشروع قانون مجلس الإعلام لعام 2013 والذي أنشأ هيئة حكومية من شأنها أن تعزز وتحمي حرية وسائل الإعلام إلا أن تنفيذ القانون كان ضرره أكبر من نفعه في الترويج لحريات الصحافة.
وفقاً لدراسة مستقلة أجرتها فريدوم هاوس فإن حقوق الصحافة في كينيا تعتبر شاملة إلى حد ما فقط. حيث تعتبر الصحافة «حرة جزئياً» بسبب الجهود الحكومية لسن قوانين تمنح مزيداً من السيطرة على وسائل الإعلام والمنشورات، وعلاوة على ذلك، لا تزال القوانين السابقة مثل قانون الحفاظ على الأمن العام والذي يمنح الحكومة الحق في إعلان أن أي معلومات قد تمثل تهديداً أمنياً وفرض رقابة على هذه المعلومات سارية ولم يتم إلغاءها أو تعديلها.

## المعاهدات والمواثيق الدولية
إن مواقف كينيا إزاء معاهدات حقوق الإنسان الدولية يظهر كما يلي:
| المعاهدة                                                                                              | المنظمة        | الإقرار | التوقيع | التصديق |
| اتفاقية الإبادة الجماعية                                                                              | الأمم المتحدة  | 1948    | —       | —       |
| الاتفاقية الدولية للقضاء على جميع أشكال التمييز العنصري                                               | الأمم المتحدة  | 1966    | —       | 2001    |
| العهد الدولي الخاص بالحقوق الاقتصادية والاجتماعية والثقافية                                           | الأمم المتحدة  | 1966    | —       | 1972    |
| العهد الدولي الخاص بالحقوق المدنية والسياسية                                                          | الأمم المتحدة  | 1966    | —       | 1972    |
| البروتوكول الأول الاختياري للعهد الدولي الخاص بالحقوق المدنية والسياسية                               | الأمم المتحدة  | 1966    | —       | —       |
| اتفاقية عدم تقادم جرائم الحرب والجرائم ضد الإنسانية                                                   | United Nations | 1968    | —       | 1972    |
| جريمة الفصل العنصري                                                                                   | الأمم المتحدة  | 1973    | 1974    | —       |
| اتفاقية القضاء على جميع أشكال التمييز ضد المرأة                                                       | الأمم المتحدة  | 1979    | —       | 1984    |
| اتفاقية مناهضة التعذيب                                                                                | الأمم المتحدة  | 1984    | —       | 1997    |
| اتفاقية حقوق الطفل                                                                                    | الأمم المتحدة  | 1989    | 1990    | 1990    |
| البروتوكول الاختياري الثاني للعهد الدولي بشأن الحقوق المدنية والسياسية الهادف إلى إلغاء عقوبة الإعدام | الأمم المتحدة  | 1989    | —       | —       |
| الاتفاقية الدولية الخاصة بحماية حقوق جميع العمال المهاجرين وأفراد أسرهم                               | الأمم المتحدة  | 1990    | —       | —       |
| البروتوكول الاختياري الملحق باتفاقية القضاء على جميع أشكال التمييز ضد المرأة                          | الأمم المتحدة  | 1999    | —       | —       |
| البروتوكول الاختياري بشأن اشتراك الأطفال في النزاعات المسلحة                                          | الأمم المتحدة  | 2000    | 2000    | 2002    |
| البروتوكول الاختياري بشأن بيع الأطفال وبغاء الأطفال والمواد الإباحية عن الأطفال                       | الأمم المتحدة  | 2000    | 2000    | —       |
| اتفاقية حقوق الأشخاص ذوي الإعاقة                                                                      | الأمم المتحدة  | 2006    | 2007    | 2008    |
| البروتوكول الاختياري لاتفاقية حقوق الأشخاص ذوي الإعاقة                                                | الأمم المتحدة  | 2006    |         | —       |
| الاتفاقية الدولية لحماية كل الأشخاص من الاختفاء القسري                                                | الأمم المتحدة  | 2006    | 2007    | —       |
| البروتوكول الاختياري الملحق بالعهد الدولي للحقوق الاقتصادية والاجتماعية والثقافية                     | الأمم المتحدة  | 2008    | —       | —       |
| البروتوكول الاختياري لاتفاقية حقوق الطفل بشأن إجراء الاتصالات                                         | الأمم المتحدة  | 2011    | —       | —       |

## وصلات خارجية
- حرية الرأي والتعبير في كينيا — IFEX (بالإنجليزية)